# Jens Gustafsson
Jens Otto Andreas Gustafsson (Helsingborg, Suecia, 15 de octubre de 1978) es un exjugador y entrenador de fútbol sueco. Actualmente dirige al Häcken.

## Carrera como jugador
Gustafsson comenzó a jugar al fútbol a una edad temprana como hijo del veterano jugador del Landskrona BoIS, Tommy Gustafsson. Se le consideraba un gran talento, pero no logró su gran avance en el Helsingborgs IF a finales de los años 1990. Por lo tanto, pasó al club de segunda división IK Brage en la Superettan.
Después de una temporada en el Högaborgs BK, se unió al Falkenbergs FF a principios de 2003. Como jugador habitual, apenas se perdió un partido en las siguientes siete temporadas y jugó 193 partidos con el club hasta el final de su carrera después de la temporada 2008-09.

## Carrera como entrenador
Luego de retirarse como futbolista, Gustafsson fue contratado por el Halmstads BK como entrenador del equipo sub-17.A principios de 2011, quedó a cargo del equipo sub-21. Mientras tanto, el primer equipo estaba en peligro de descender y solo había ganado uno de los 15 partidos de la Allsvenskan. Por este motivo, el club destituyó al español Josep Clotet Ruiz y lo nombró a cargo de la plantilla principal en el mes de julio.Luego de perder la categoría, fue ratificado en su cargo y logró el ascenso a la máxima categoría en la campaña siguiente.En noviembre de 2014, fue relevado de sus funciones después de la finalización de la temporada.
En marzo de 2015, la Asociación Sueca de Fútbol lo contrató como entrenador de la selección sub-21.No obstante, se hizo cargo del equipo después de la finalización de la Eurocopa sub-21 2015. Sin embargo, dejó su cargo en enero de 2016 para incorporarse como asistente técnico de Andreas Alm en el AIK.
El 1 de junio de 2016, fue anunciado como técnico del IFK Norrköping en reemplazo de Janne Andersson.Luego de cinco temporadas en el cargo, el club anunció su desvinculación de mutuo acuerdo en diciembre de 2020.
En mayo de 2021, asumió al frente del Hajduk Split y firmó un contrato por dos temporadas.En noviembre del mismo año, presentó su renuncia luego de una serie de malos resultados.
El 13 de enero de 2022, inició su segunda etapa al frente de la selección sub-21 de Suecia.Sin embargo, en el mes de mayo, dejó su cargo para asumir como entrenador del Pogoń Szczecin.Durante su etapa en Polonia, alcanzó la final de la Copa local en la temporada 2023-24 donde cayó ante el Wisla Cracovia por 2-1.El 15 de agosto de 2024, se anunció su salida después de que Gustafsson aceptara una oferta de un club anónimo de la Liga Profesional Saudí.
En agosto de 2024, fue anunciado como entrenador del Al-Fateh.El 5 de diciembre, dejó su cargo de mutuo acuerdo después de una serie de malos resultados que ubicaron al club en puestos de descenso.
El 27 de diciembre de 2024, asumió al frente del Häcken de cara a la temporada 2025.

## Clubes

### Como jugador
| Club           | País   | Año       |
| -------------- | ------ | --------- |
| IK Brage       | Suecia | 2001      |
| Högaborgs BK   | Suecia | 2002      |
| Falkenbergs FF | Suecia | 2003-2009 |

### Como entrenador
| Club                       | País           | Año           |
| -------------------------- | -------------- | ------------- |
| Halmstads BK               | Suecia         | 2011-2014     |
| Selección sub-21 de Suecia | Suecia         | 2015          |
| IFK Norrköping             | Suecia         | 2016-2020     |
| Hajduk Split               | Croacia        | 2021          |
| Selección sub-21 de Suecia | Suecia         | 2022          |
| Pogoń Szczecin             | Polonia        | 2022-2024     |
| Al-Fateh                   | Arabia Saudita | 2024          |
| Häcken                     | Suecia         | 2024-presente |